# Ralf Büchner
Ralf Büchner (* 31. August 1967 in Berlin) ist ein ehemaliger deutscher Turner. Sein größter Erfolg war der Weltmeistertitel am Reck 1991.

## Leben
Der gebürtige Berliner wuchs in Neuruppin in der DDR auf. In Potsdam wurde er an einer Kinder- und Jugendsportschule gefördert. 1987 wurde das 1,66 Meter große Mitglied des ASK Vorwärts Potsdam im Pferdsprung deutscher Meister der DDR. 1988 wiederholte er den Erfolg, teilte sich den Meistertitel diesmal mit dem punktgleichen Sylvio Kroll. Mit 21 Jahren holte er 1988 bei den Olympischen Spielen in Seoul mit der Mannschaft der DDR die Silbermedaille im Kunstturnen. Die Weltmeisterschaft 1989 verpasste er wegen eines Kreuzbandrisses. 1990 wurde er in Lausanne Vizeeuropameister am Sprung und Dritter bei den Europameisterschaften am Reck. 
Im Juli 1991 wechselte er von Potsdam zum TK Hannover und folgte mit diesem Schritt seinem Trainer Reinhard Rückriem. Neben dem Weltmeistertitel am Reck 1991 in Indianapolis holte er den dritten Platz mit der Mannschaft. Diese Erfolge gelangen ihm, obwohl er sich kurz vor der WM zwei Bänder im Fuß gerissen hatte. Bei den Europameisterschaften 1992 wurde er am Pauschenpferd Dritter. Das Jahr 1994 brachte die Teilnahme an der Weltmeisterschaft, den dritten Platz bei den Europameisterschaften mit der Mannschaft, einen vierten Platz am Pauschenpferd bei den Europameisterschaften, Titel als deutscher Meister am Reck sowie deutscher Vizemeister am Pferd und an Ringen und einen dritten Platz im Mehrkampf bei den Deutschen Meisterschaften. 1995 wurde er Vierter im Mehrkampf bei den Deutschen Meisterschaften. Ein weiterer Kreuzbandriss verhinderte Büchners Teilnahme an der WM 1995 sowie an den Olympischen Spielen 1996.
Für den TK Hannover turnte er in der Bundesliga und ab 2002 für den Regionalligisten TV Schiltach in Baden-Württemberg.
Büchner lernte Maschinen- und Anlagenmonteur. Die Lehre begann er in Potsdam und beendete sie beim Unternehmen Volkswagen. Bei VW wurde er als Schlosser tätig, gemeinsam mit Rückriem betreute er als Trainer Jugendturner am Olympiastützpunkt Niedersachsen. Büchner ist Vater einer Tochter und eines Sohnes.

## Auszeichnungen
- Vaterländischer Verdienstorden in Silber 1988[5]
- Niedersächsische Sportmedaille 1997